# Calicalicus rufocarpalis
Il vanga spallerosse (Calicalicus rufocarpalis Goodman, Hawkins & Domergue, 1997) è un uccello della famiglia Vangidae, endemico del Madagascar.

## Descrizione
È un vanga di piccola taglia (14–15 cm) con becco robusto ed ali piuttosto corte. Presenta, al pari degli altri membri della famiglia, un marcato dimorfismo sessuale. Il piumaggio del maschio è prevalentemente grigio, con fronte e guance bianche e pettorina nera; le penne remiganti e le copritrici alari sono di colore rosso mattone, così come la coda; le parti inferiori sono biancastre con macchie nocciola. La femmina ha una colorazione meno vivace, prevalentemente marrone chiara. Le iridi sono gialle, il becco nero e le zampe grigio-rosate.

## Biologia
È una specie insettivora che si foraggia spigolando all'interno di fitti cespugli. Una volta catturate, le prede vengono tenute con le zampe e smembrate con il becco.

## Distribuzione e habitat
Il vanga spallerosse è diffuso nella foresta spinosa del Madagascar sud-occidentale.
Il suo habitat tipico è caratterizzato dalla presenza di fitti arbusteti di Euphorbia spp.

## Conservazione
Per la esiguità della popolazione esistente, stimata in meno di 1500 esemplari, la IUCN Red List classifica C. rufocarpalis come specie vulnerabile.
Parte del suo areale è protetto all'interno del parco nazionale di Tsimanampetsotsa.